# Comuna Valea Viilor, Sibiu
Valea Viilor, în maghiară: Nagybaromlak, în germană: Wurmloch, este o comună în județul Sibiu, Transilvania, România, formată din satele Motiș și Valea Viilor (reședința).

## Așezare
Comuna Valea Viilor este situată în partea de nord a județului Sibiu, în Podișul Târnavelor și este străbătută de cursul superior al pârâului Vorumloc.

## Demografie
Componența etnică a comunei Valea Viilor
     Români (79,61%)
     Romi (11,47%)
     Alte etnii (1,43%)
     Necunoscută (7,49%)
Componența confesională a comunei Valea Viilor
     Ortodocși (85,58%)
     Creștini după evanghelie (1,83%)
     Alte religii (4,54%)
     Necunoscută (8,05%)
Conform recensământului efectuat în 2021, populația comunei Valea Viilor se ridică la 1.962 de locuitori, în creștere față de recensământul anterior din 2011, când fuseseră înregistrați 1.873 de locuitori. Majoritatea locuitorilor sunt români (79,61%), cu o minoritate de romi (11,47%), iar pentru 7,49% nu se cunoaște apartenența etnică. Din punct de vedere confesional, majoritatea locuitorilor sunt ortodocși (85,58%), cu o minoritate de creștini după evanghelie (1,83%), iar pentru 8,05% nu se cunoaște apartenența confesională.

## Politică și administrație
Comuna Valea Viilor este administrată de un primar și un consiliu local compus din 11 consilieri. Primarul, Ilie Avram Pinte[*], de la Partidul Social Democrat, este în funcție din 2000. Începând cu alegerile locale din 2024, consiliul local are următoarea componență pe partide politice:
|  | Partid                       | Consilieri | Componența Consiliului | Componența Consiliului | Componența Consiliului | Componența Consiliului |
|  | ---------------------------- | ---------- | ---------------------- | ---------------------- | ---------------------- | ---------------------- |
|  | Partidul Social Democrat     | 4          |                        |                        |                        |                        |
|  | Partidul PRO România         | 4          |                        |                        |                        |                        |
|  | Partidul Național Liberal    | 2          |                        |                        |                        |                        |
|  | Partida Romilor „Pro Europa” | 1          |                        |                        |                        |                        |

## Scurt istoric
Săpăturile arheologice făcute de-a lungul timpului pe teritoriul celor două sate aparținătoare actualei comune aduc dovezi materiale ale unor locuiri încă din cele mai vechi timpuri astfel, în satul Valea Viilor s-au descoperit o secure de piatră din neolitic și o brățară de bronz de la începutul epocii fierului.
Tot în acest sat, în locul numit "Hall", în anul 1875, s-au găsit două vase din lut și un topor de piatră cu gaură în coadă, datate în epoca bronzului, iar cu prilejul cercetărilor arheologice din anul 1970 efectuate pe latura de nord a actualei biserici s-a descoperit fundația primei biserici ridicate în sat în secolul al XIV-lea.
La intrarea în satul Valea Viilor dinspre Copșa Mică, în timpul unui sondaj efectuat în anul 1988, s-au descoperit o așezare romană cu un conținut bogat de ceramică cenușie(oale, castroane, vase de provizie și capace) și una dacică , cu material ceramic lucrat cu mâna sau la roată(oale cu brâu alveolar și butoni și cești dacice). În gospodăria unui localnic s-a descoperit capul unei statui din teracotă, reprezentând o divinitate feminină cu o diademă pe frunte si părul prins într-un coc la spate și ar putea fi identificată cu Iunona sau Venus.
În satul Motiș, pe o culme din apropiere s-a descoperit o așezare medievală. În anul 1414, în sat se construiește în stil gotic biserica ce poartă Hramul "Sf. Martin", biserică de tip sală, fără turn.

## Economie
Economia comunei este bazată pe activități în domeniul construcțiilor sia materialelor de construcții, industriei de prelucrare a lemnului, producției de piese auto, în domeniul morăritului și panificației, comerțului, serviciilor și agroturismului. Activitatea specifică zonei este însă agricultura prin cultura plantelor și creșterea animalelor, precum și exploatarea fânețelor și viticultura.

## Atracții turistice
- Biserica fortificată din Valea Viilor (Vorumloc), monument UNESCO
- Biserica fortificată din Motiș, sec. al XIV-lea, monument istoric
- Biserica Ortodoxă de la Valea Viilor
- Casa Memorială "Marțian Negrea"
- Lacul de la Patru-Hotare
- Parcul Marțian Negrea de la Valea Viilor

## Primarii comunei
- 1996[9] - 2000 - Băcilă Vasile, de la USD
- 2000[10] - 2004 - Pinte Ilie Avram, de la Independent
- 2004[11] - 2008 - Pinte Ilie-Avram, de la PSD
- 2008[12] - 2012 - Pinte Ilie-Avram, de la PSD
- 2012[13] - 2016 - Ilie Avram Pinte, de la USL
- 2016[14] - 2020 - Ilie Avram Pinte, de la PSD

## Imagini

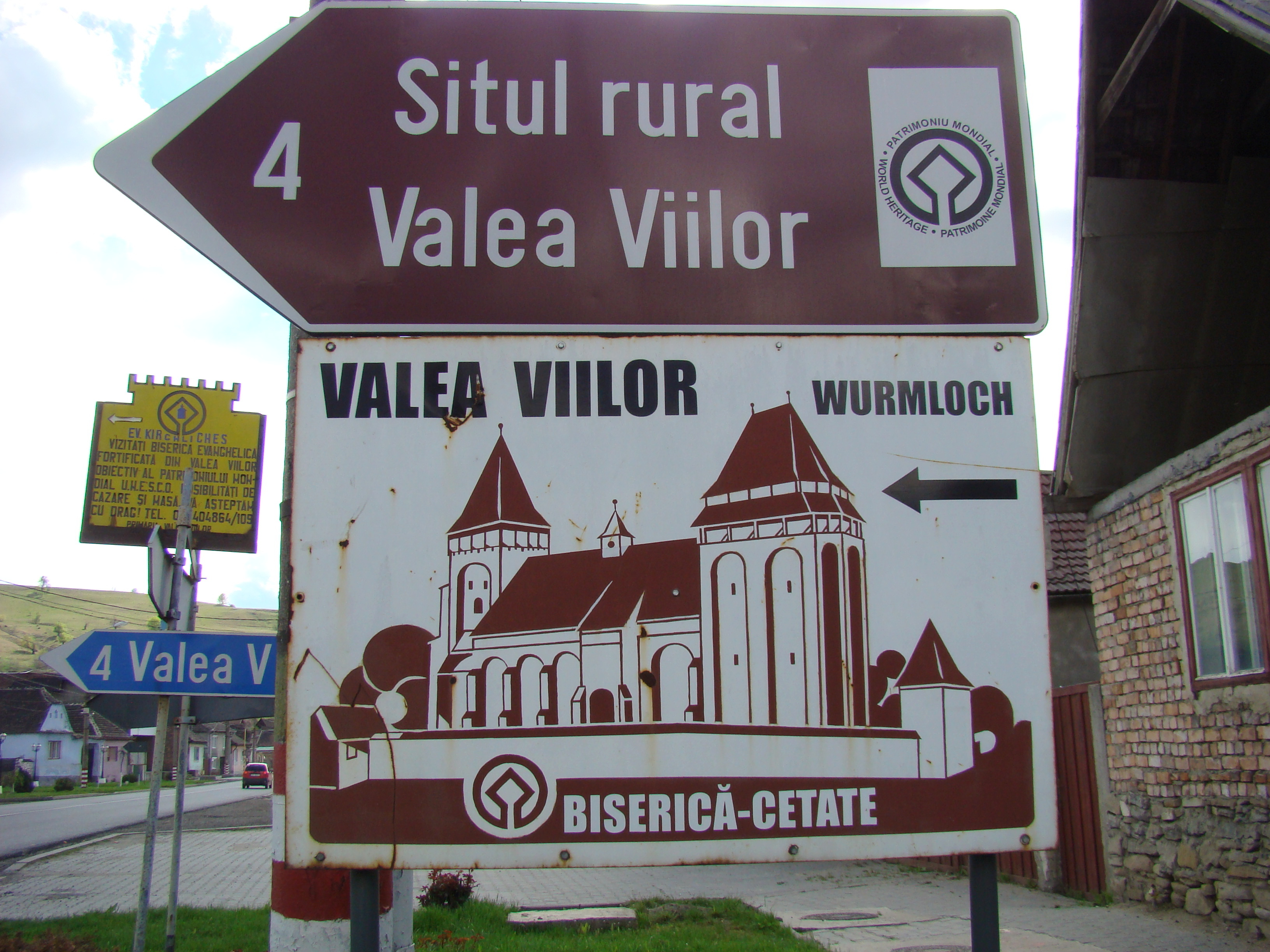
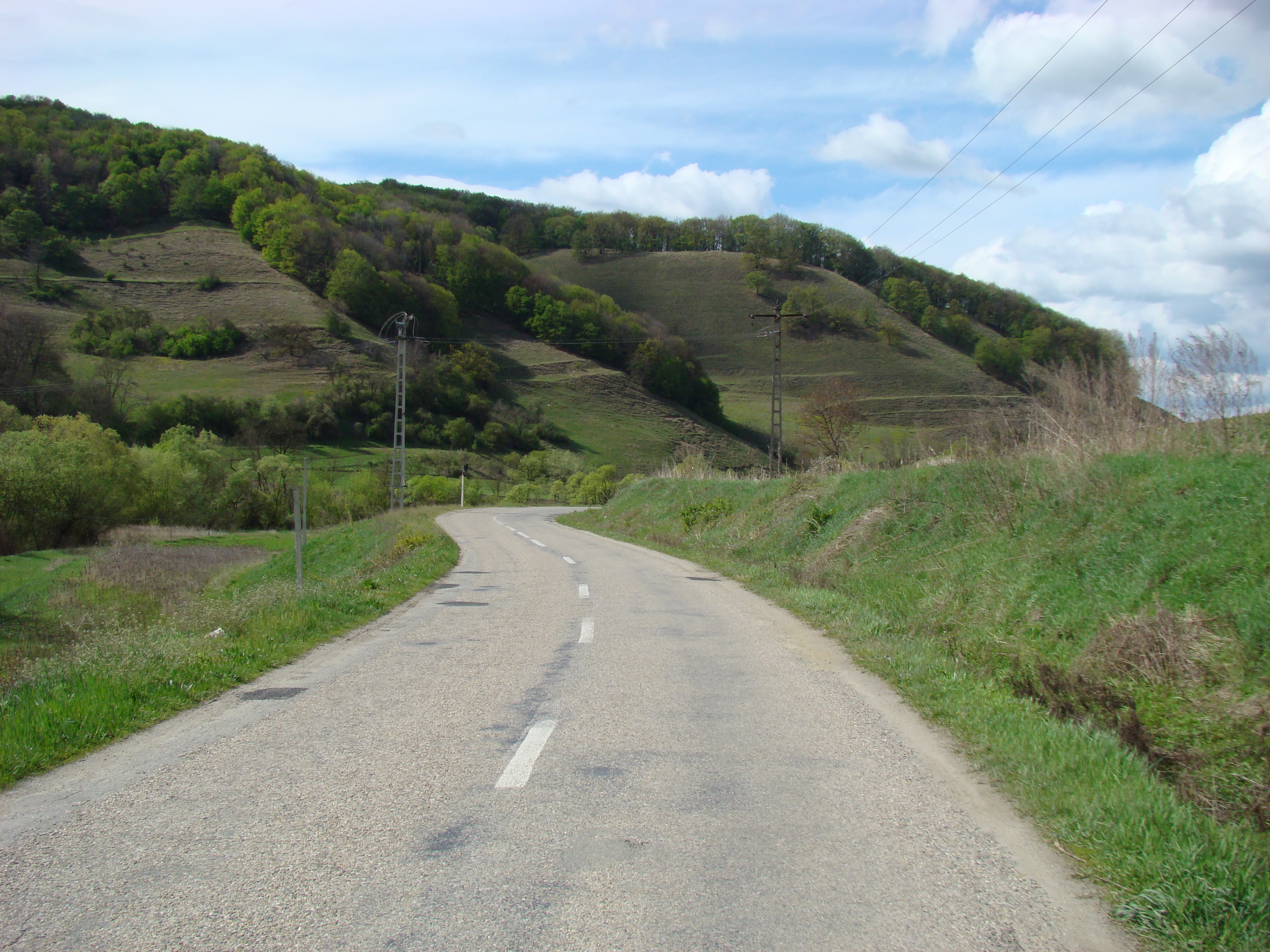
Drumul Copșa Mică-Valea Viilor
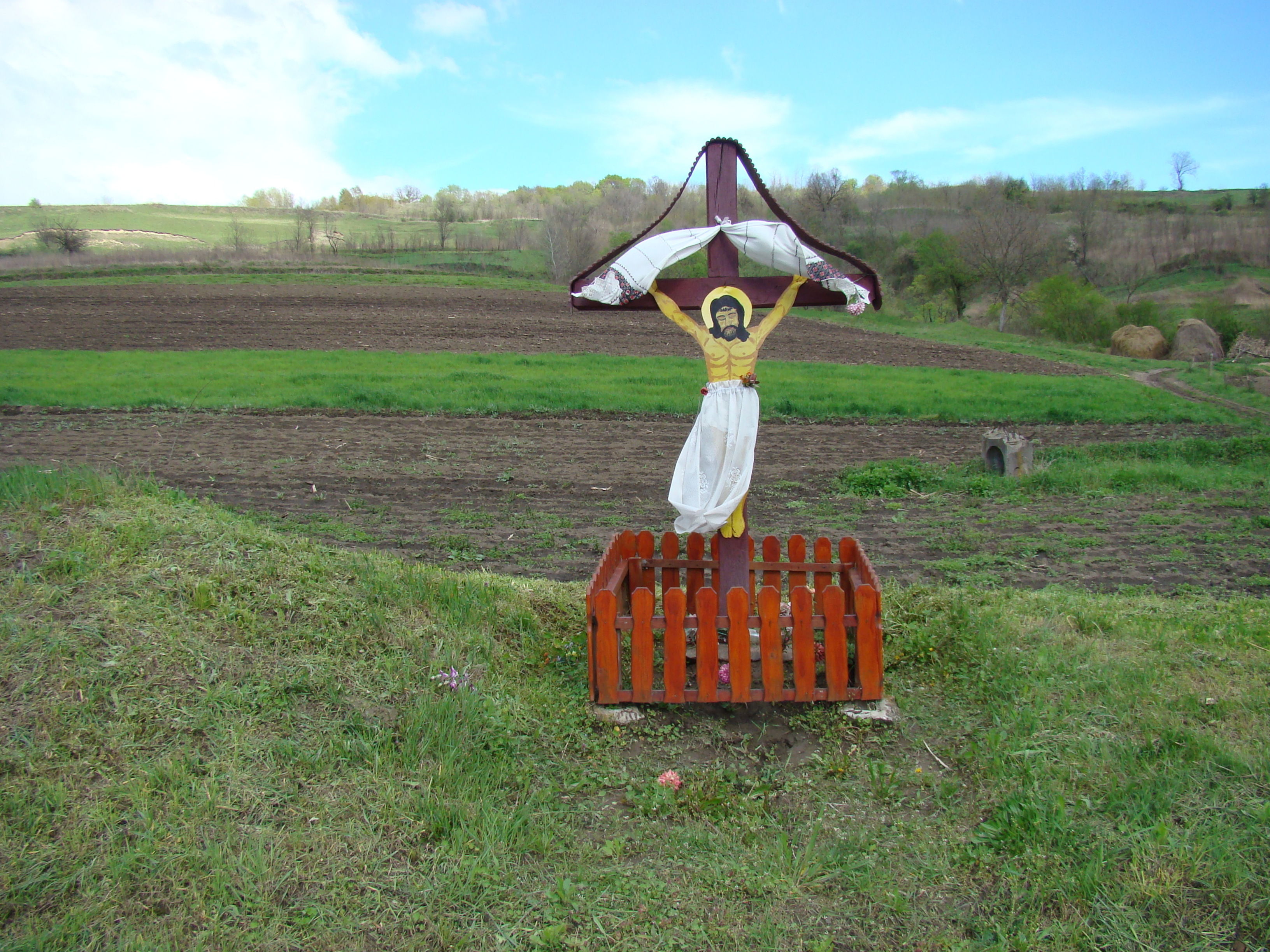
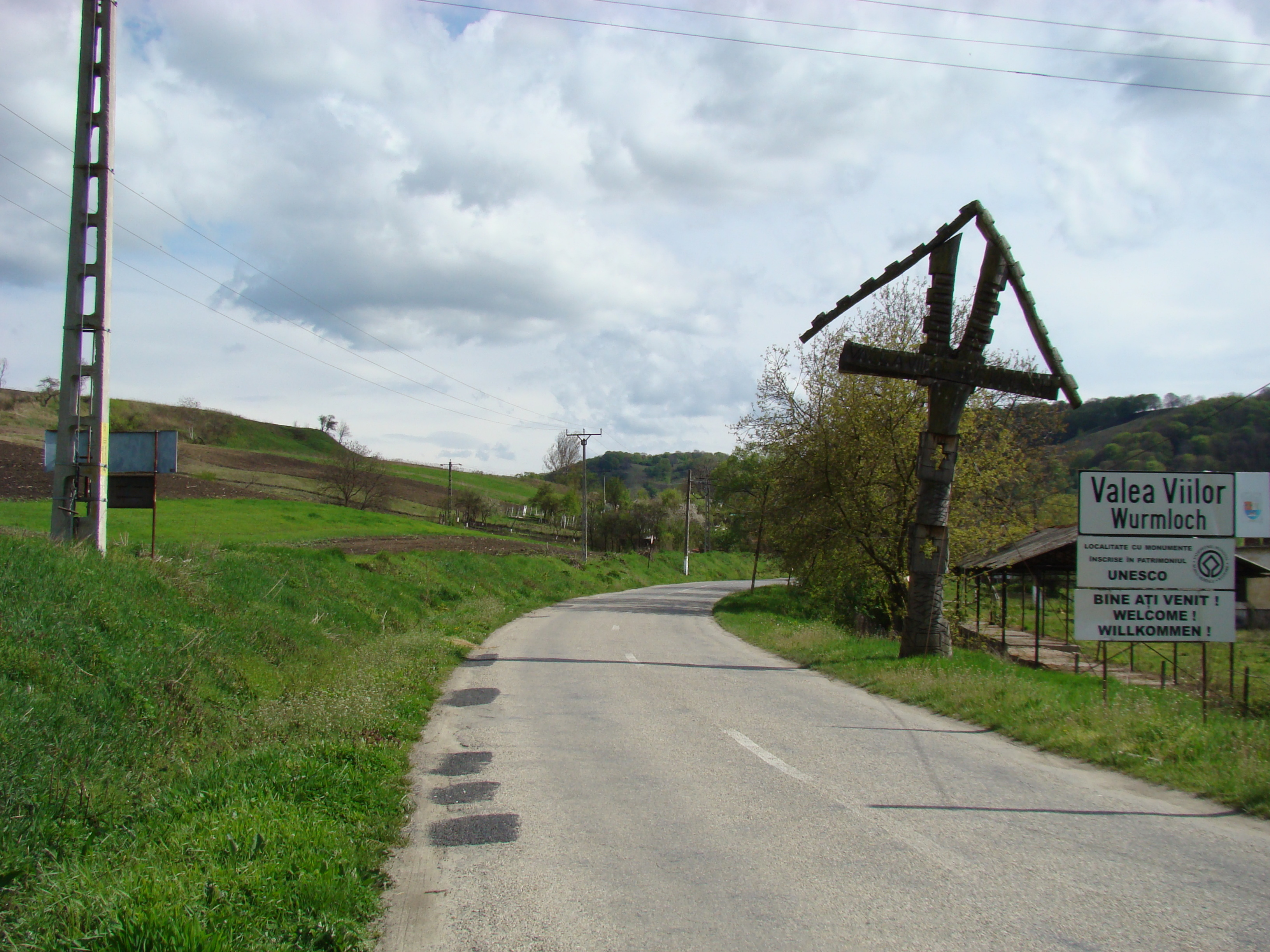
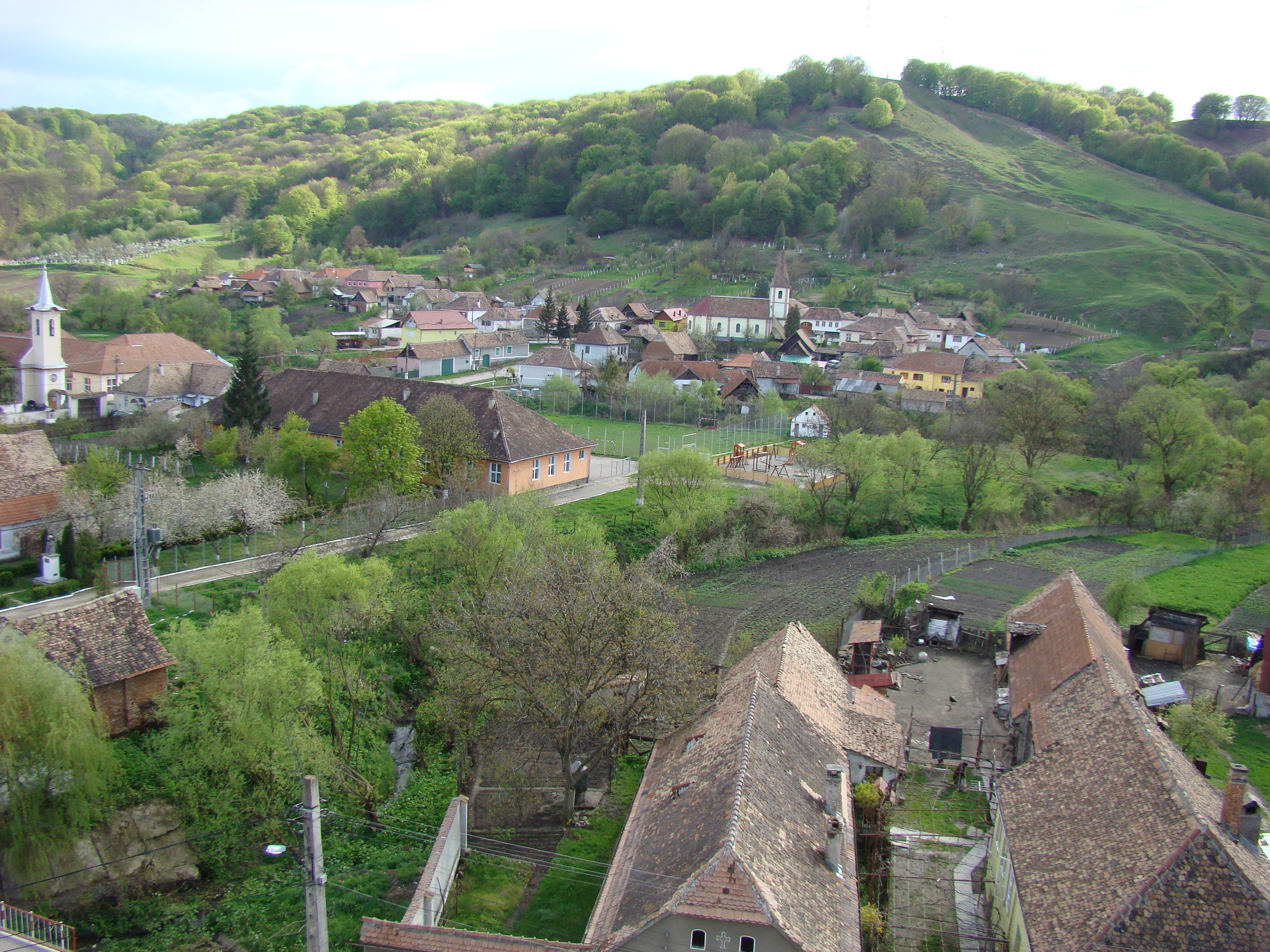
Situl rural Valea Viilor (monument istoric)
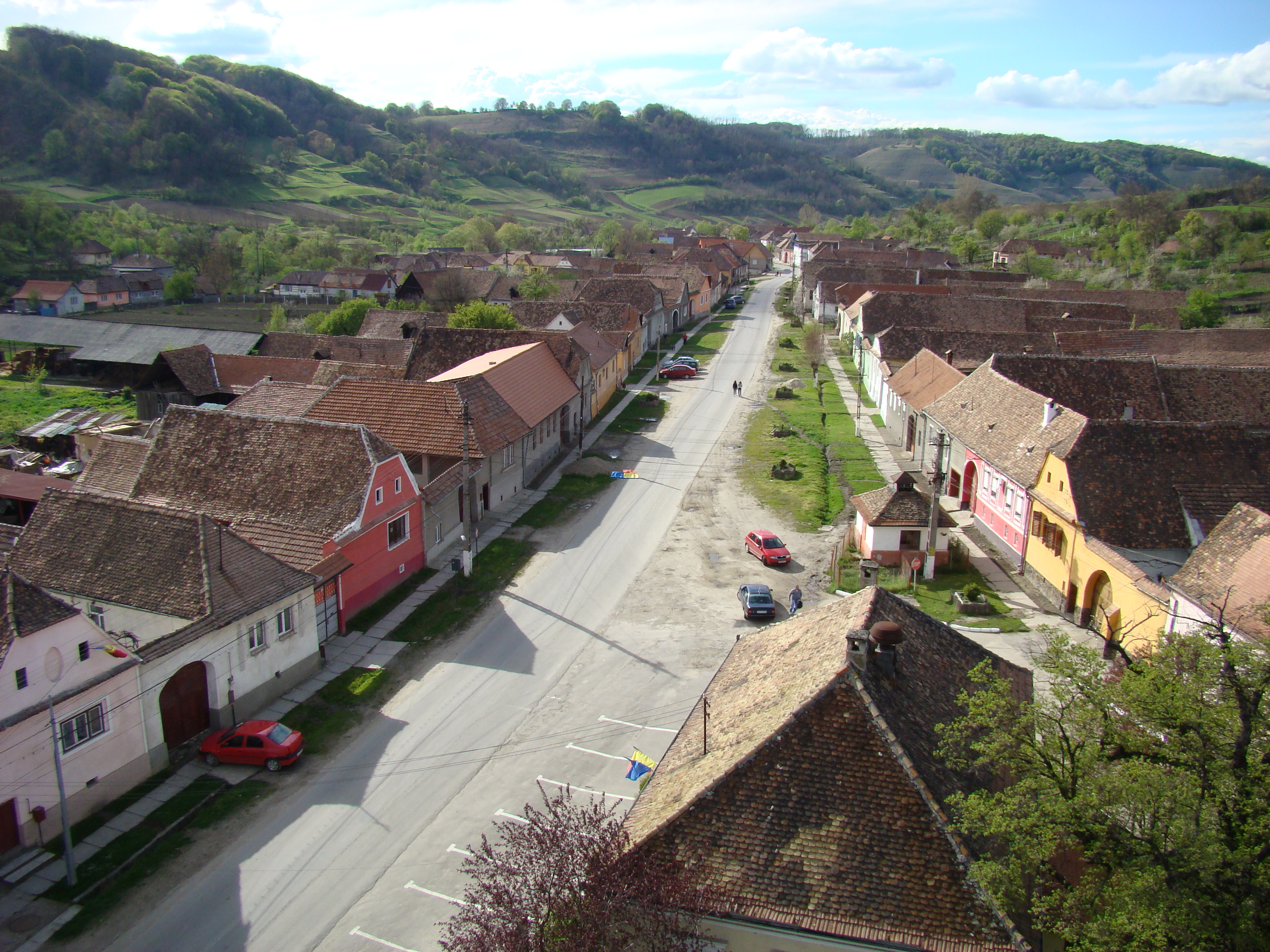
Situl rural Valea Viilor (monument istoric)
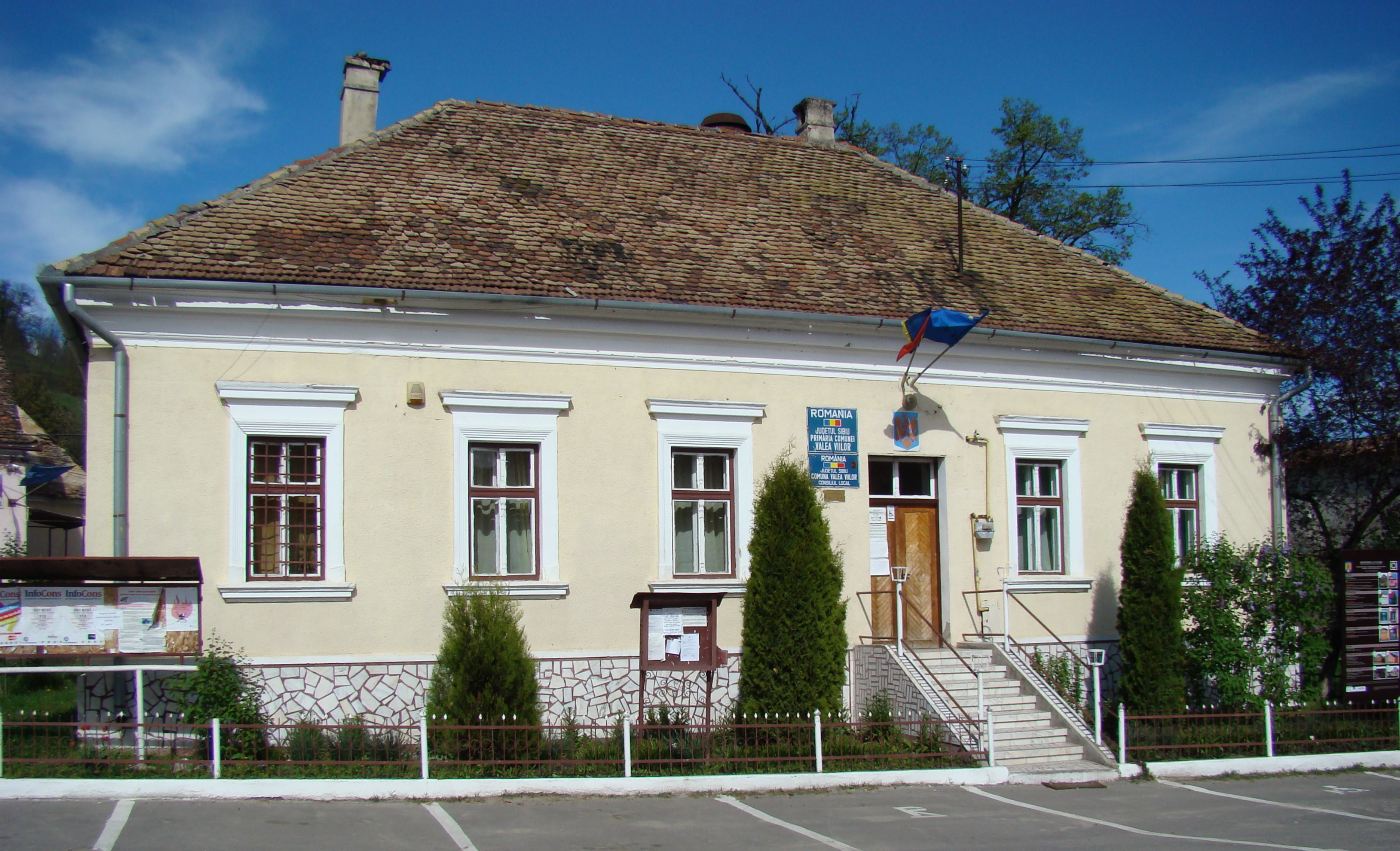
Primăria comunei Valea Viilor
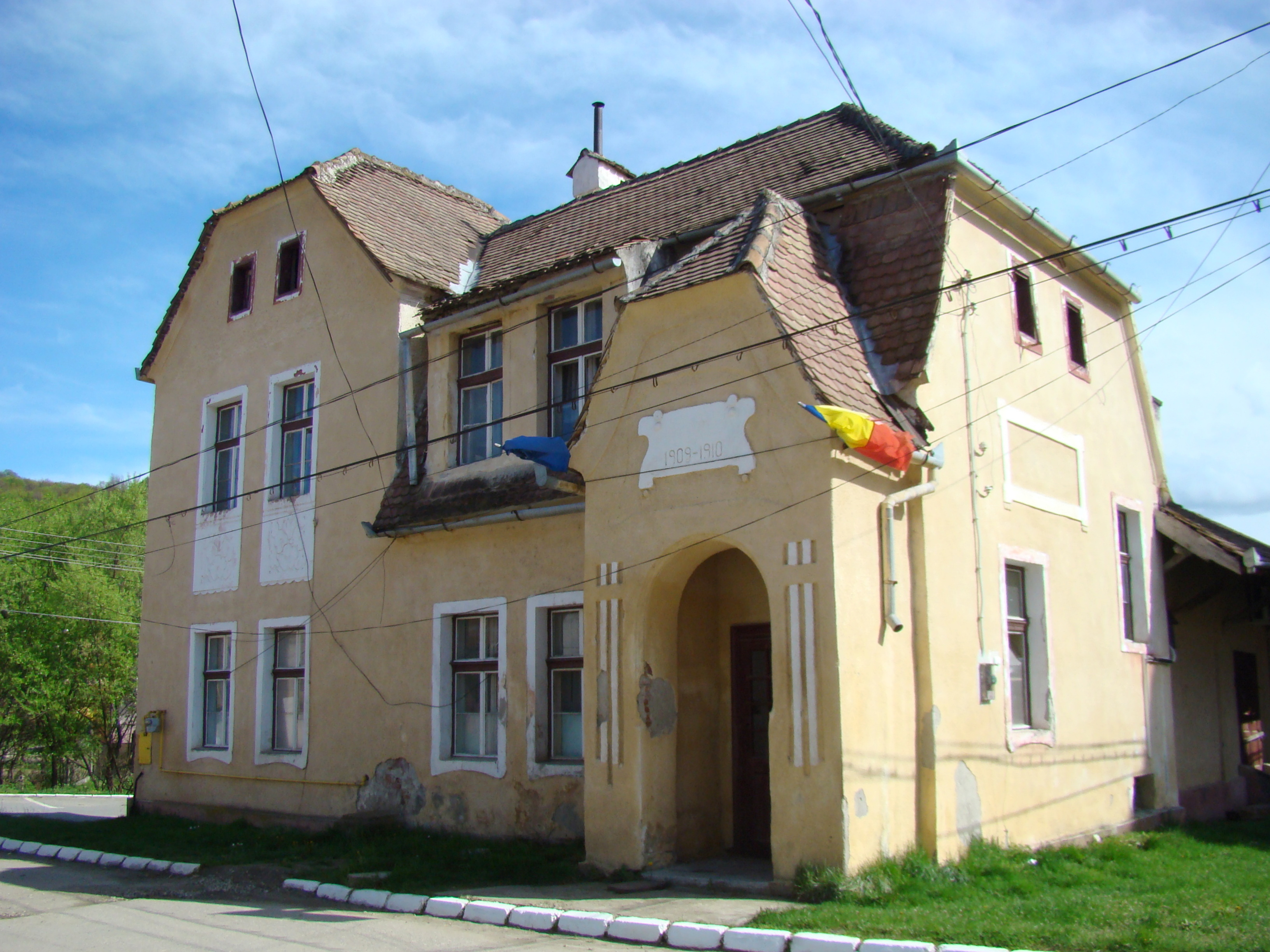
Căminul cultural
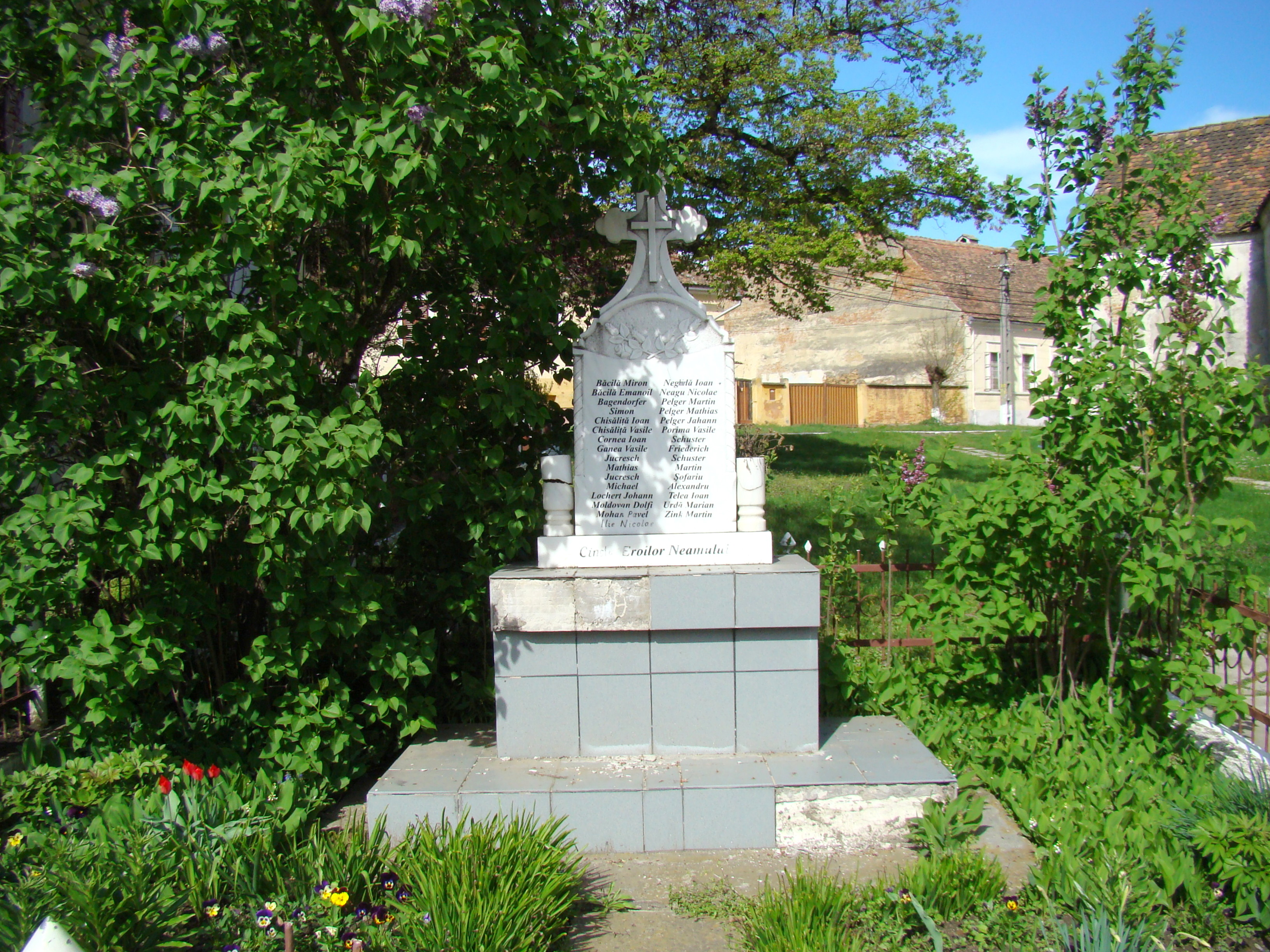
Monumentul Eroilor
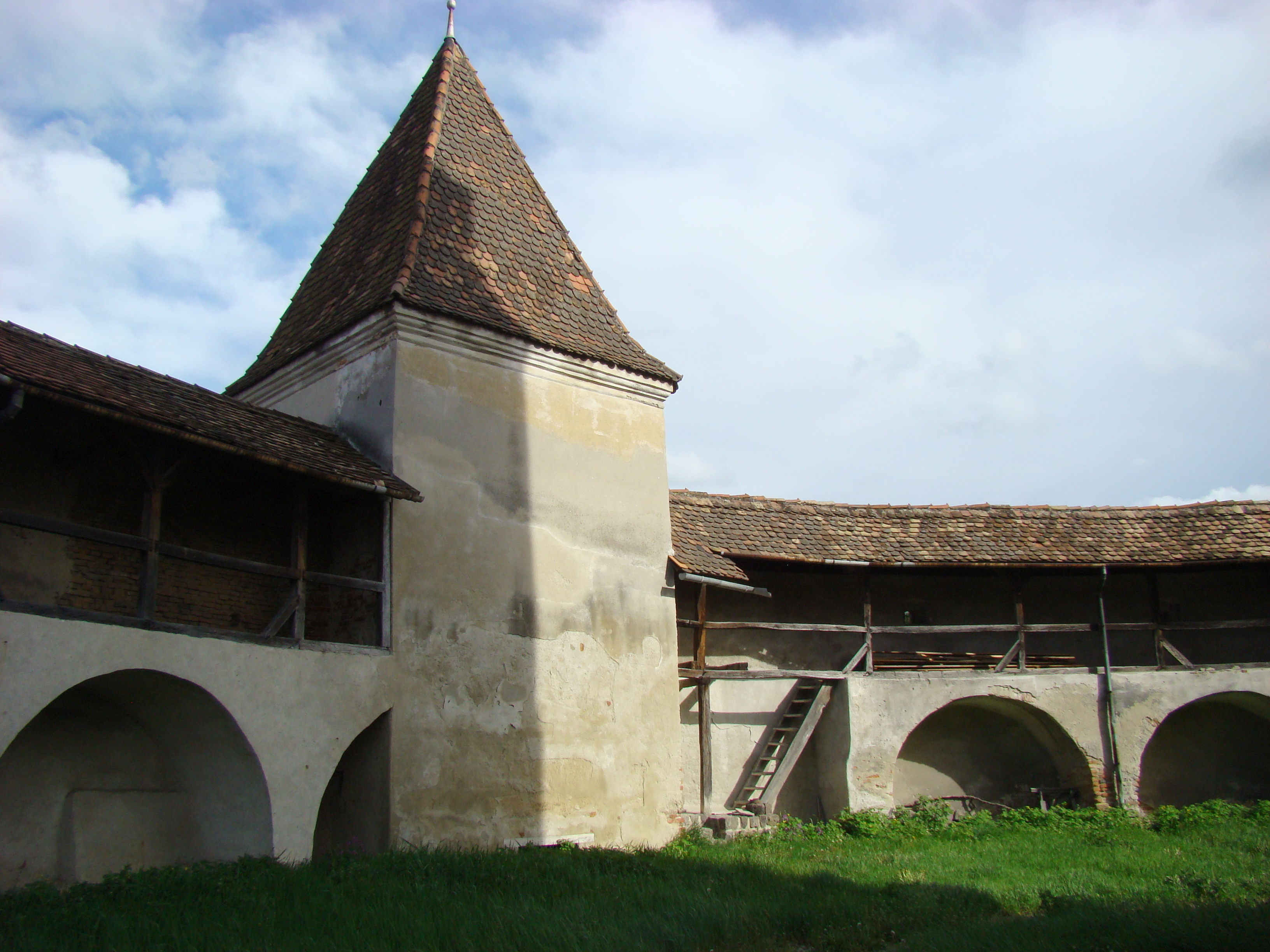
Incinta fortificată a bisericii evanghelice din Valea Viilor
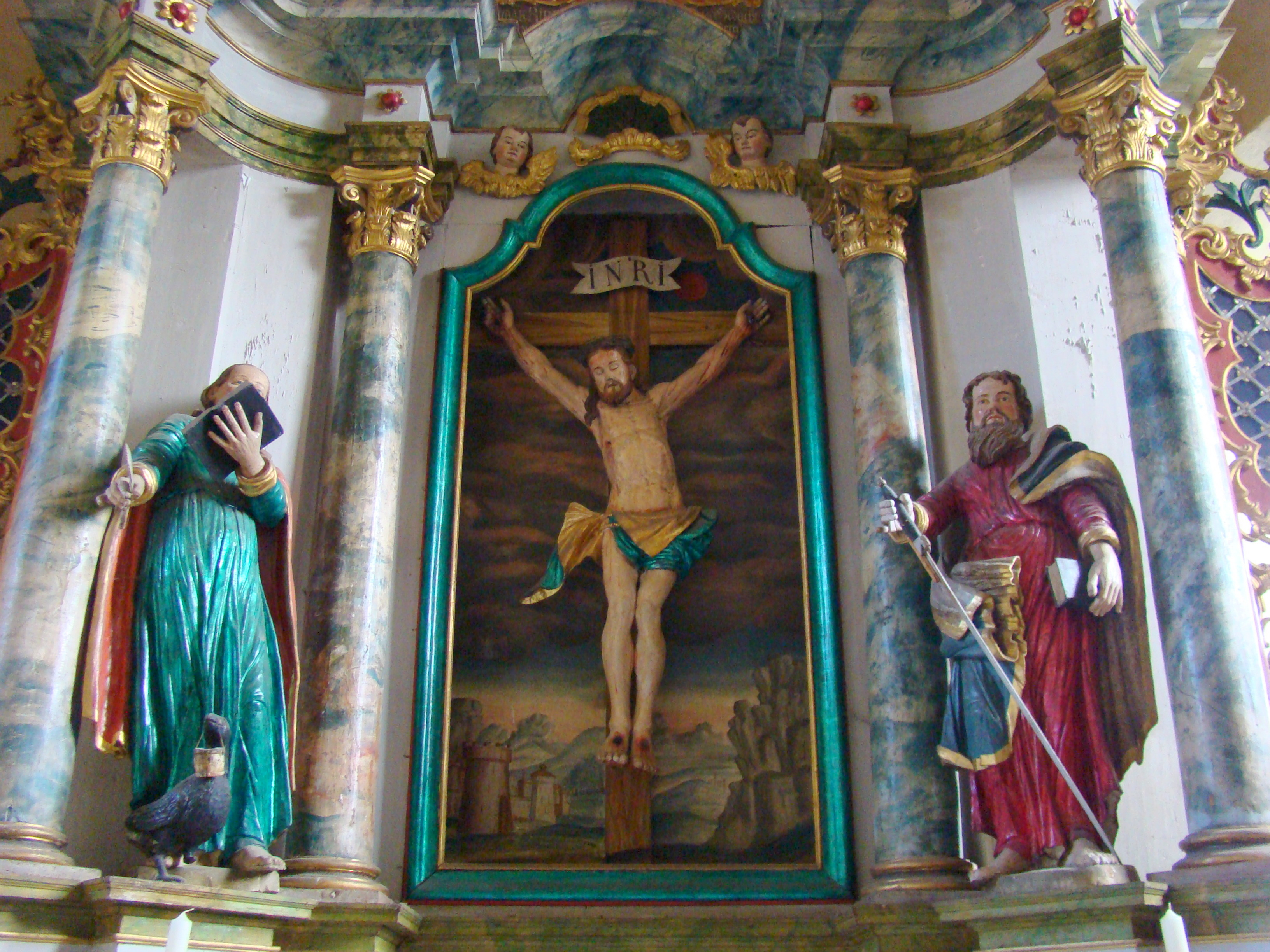
Altarul bisericii evanghelice
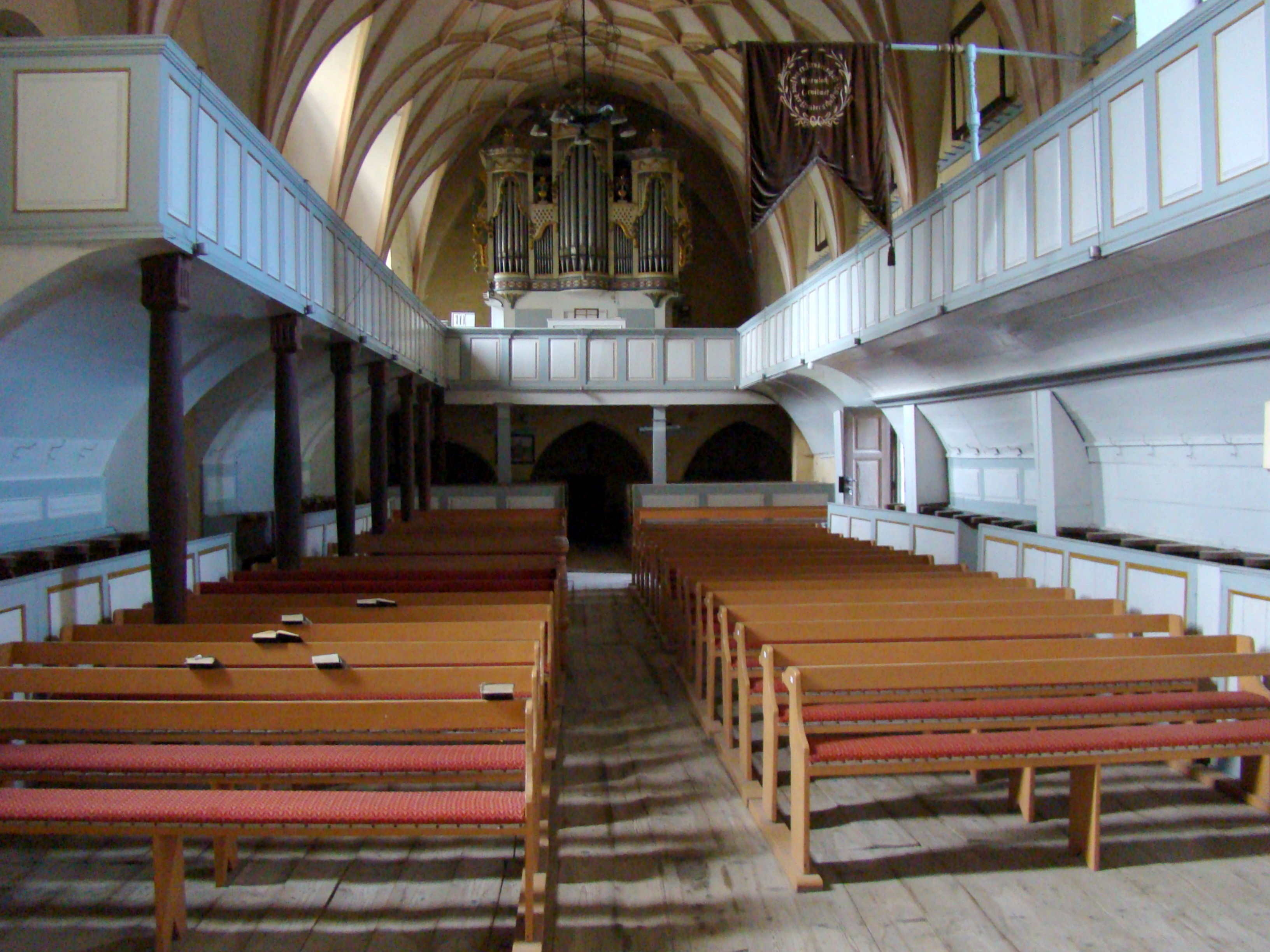
Nava spre empora de vest
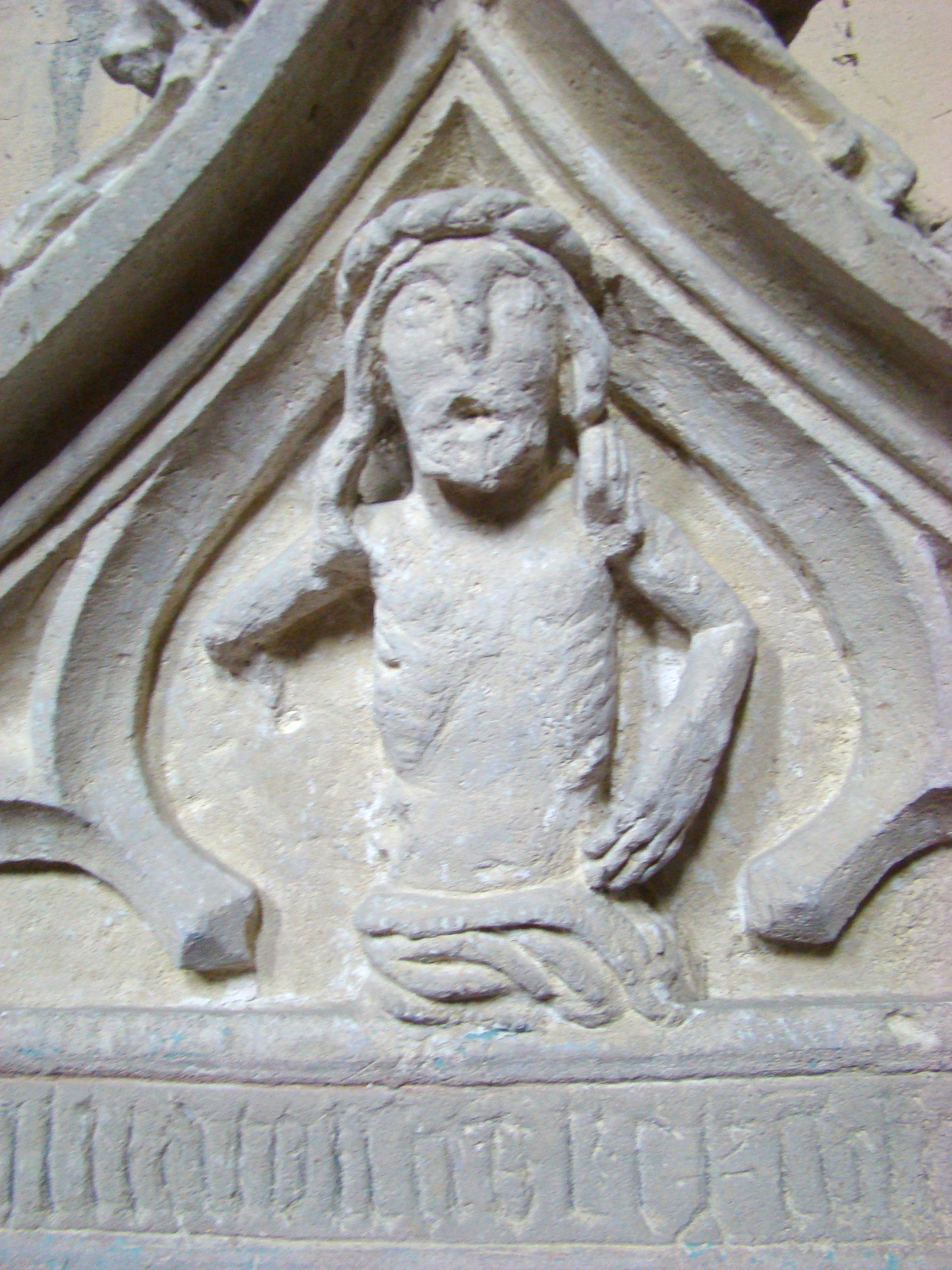
Tabernacolul (detaliu)
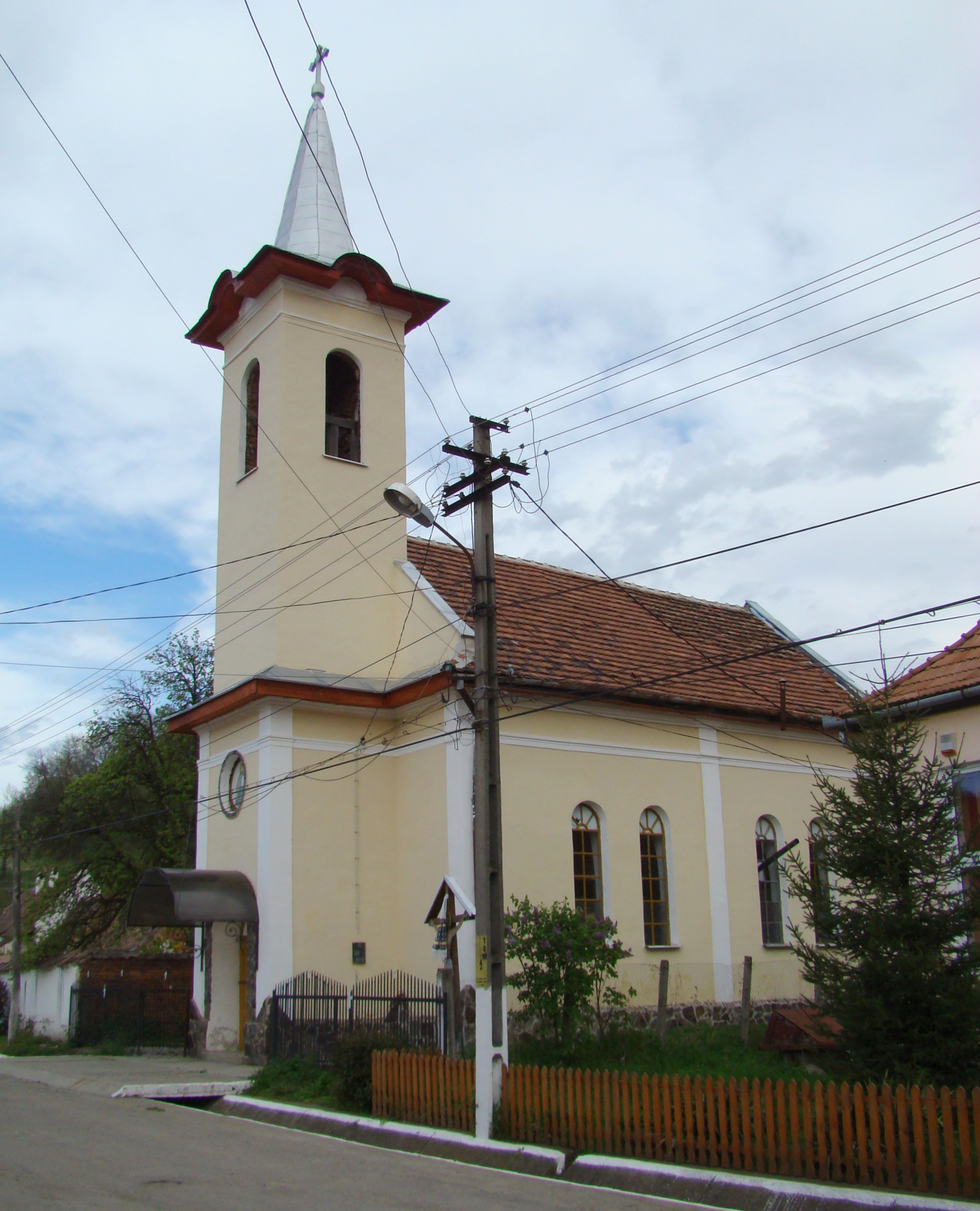
Biserica greco-catolică
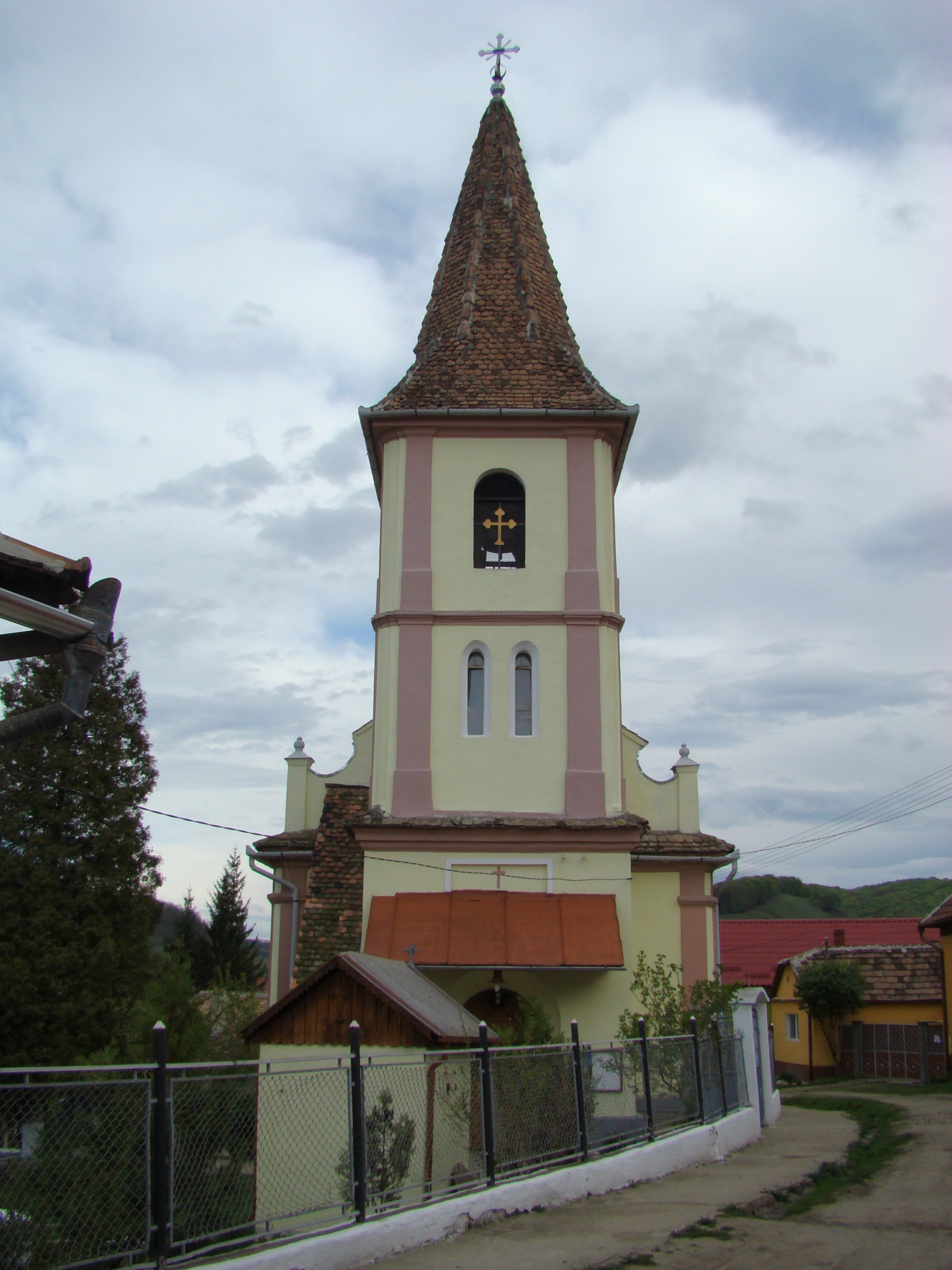
Biserica ortodoxă „Sfinții Arhangheli”
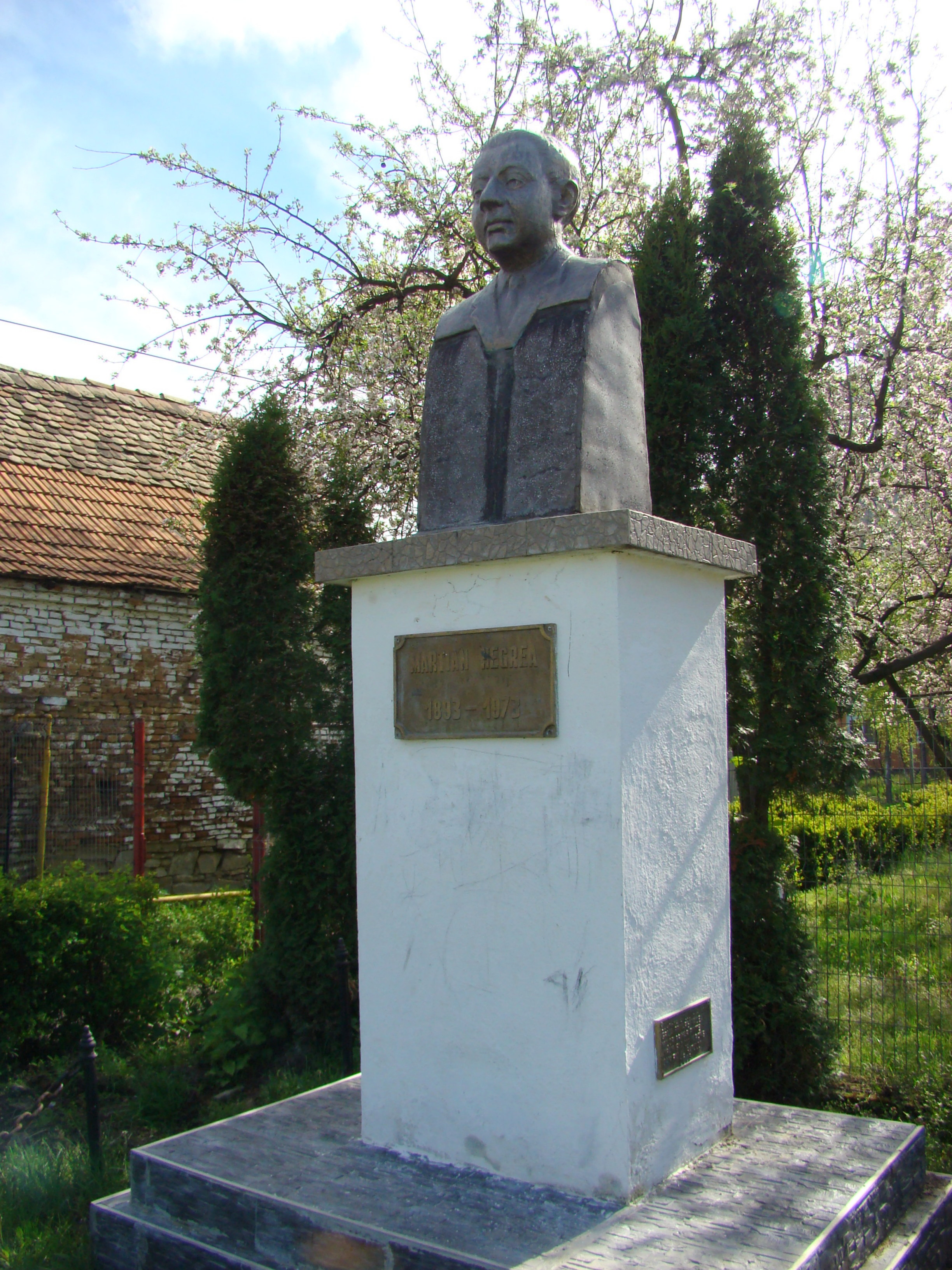
Bustul compozitorului Marțian Negrea
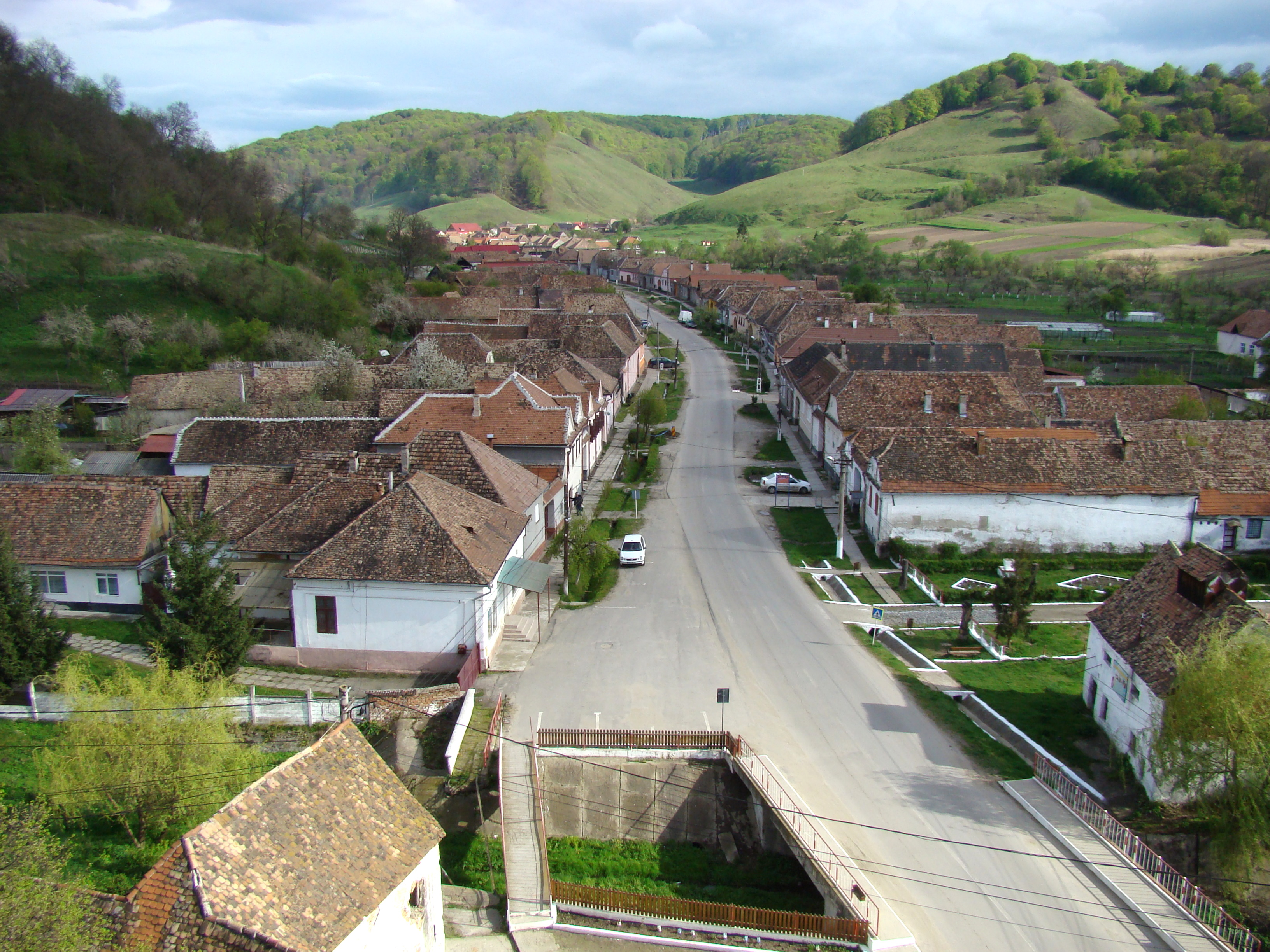
Situl rural Valea Viilor (monument istoric)
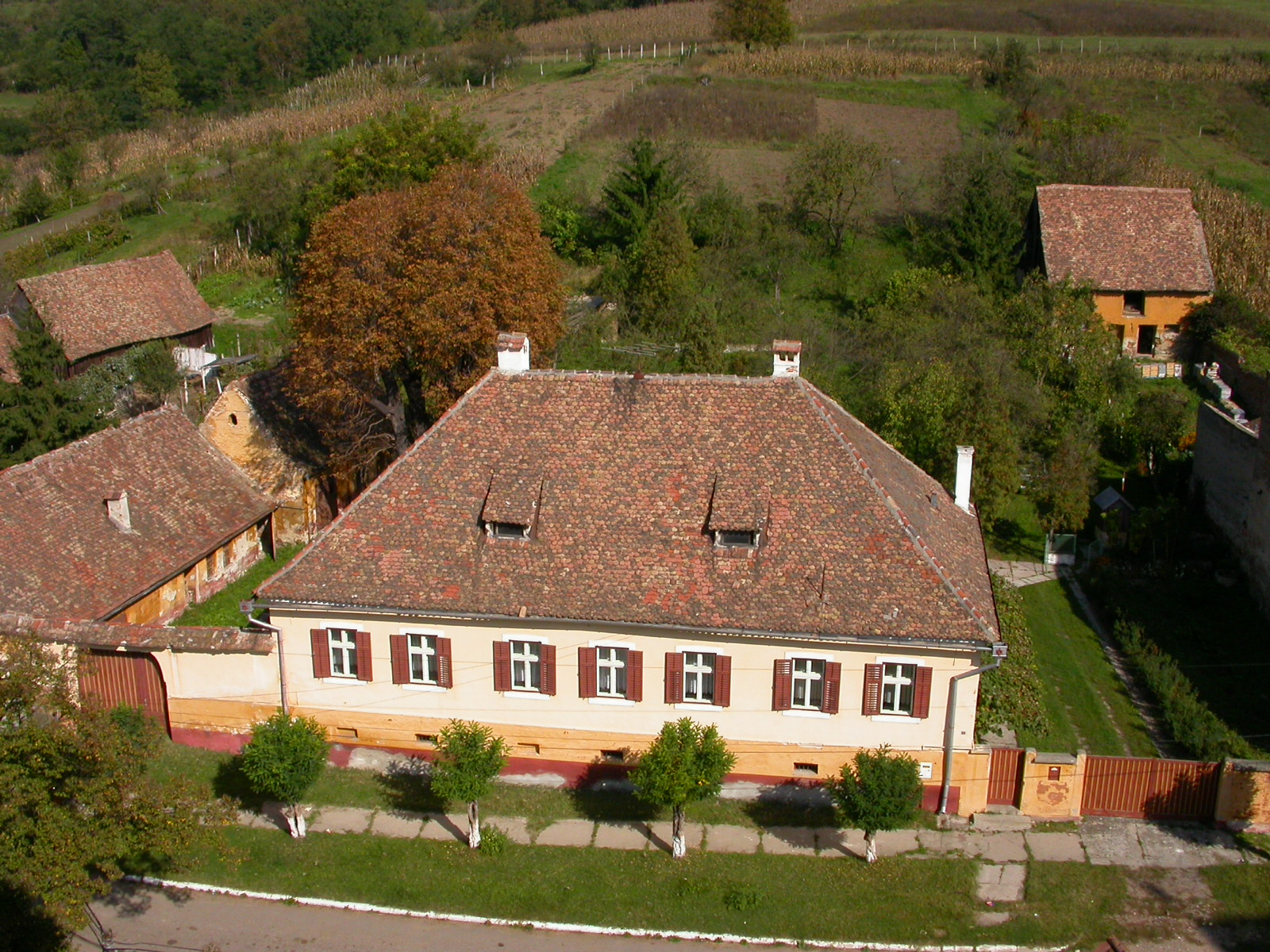
Situl rural Valea Viilor (monument istoric)